# A Living Memory
 A Living Memory és una pel·lícula en blanc i negre produïda per l'Éclair American i dirigida per Étienne Arnaud o per Alec B. Francis, que es va estrenar el 26 de març de 1912. Els actors principals van ser Alec B. Francis, Dorothy Gibson i John G. Adolfi.

## Repartiment
- Alec B. Francis (John Ransome)
- Dorothy Gibson (la noia)
- Julia Stuart (la servent fidel)
- John G. Adolfi (Mr. Cuthbert)

## Argument
La pel·lícula explica la història d'un home que fa anys que viu retirat, aferrat a la memòria d'una dona que va estimar malgrat que al final es va casar amb l'equivocada. Sempre té present el rostre de la seva estimada. Un dia que es troba assegut a la seva biblioteca contemplant una fotografia del seu amor, la minyona anuncia la visita d'una jove. La carta que porta amb ella prové de la seva estimada. Li explica que després d'anys de llarga lluita contra les adversitats i sentint que s'està morint, necessita que tingui cura de la seva filla. La noia, que és la viva imatge de la seva mare, es fa de seguida un lloc en el seu cor i porta a la casa una nova llum. Al principi, això només mostra al vell com de magnífica podria haver estat la seva vida i és massa dolorós per a ell.Tot plegat fa que s'enamori de la jove. De totes maneres conscient de la seva edat i tracta d'amagar els seus sentiments. Fins i tot encoratja la noia a fixar-se amb un jove amic seu per acabant descobrint que és a ell que la noia estima.